# Макинтош, Кигэн
Кигэн Макинтош (англ. Keegan Macintosh; род. 2 июня 1984, Британская Колумбия, Канада) — бывший канадский актёр.
Наиболее известен как исполнитель детских ролей в телевизионных сериалах, телефильмах и фильмах, произведённых на территории Канады. После длительного, десятилетнего перерыва, Кигэн исполнил роль принца-регента Диуса Винтари в первой серии спин-оффа сериала, названном «Затерянные сказания», которая, в свою очередь, называется «Голоса во тьме», во вселенной Вавилон-5. Он также сыграл роль в гей-тематическом мистическом фильме «По другую сторону, смерть» (англ. On the Other Hand, Death).
Несмотря на то, что в некоторых источниках сети Интернет и титрах указана фамилия MacIntosh, Кигэн пишет свою фамилию со строчной буквой i — Macintosh.

## Фильмография
| Год  |    | Название на русском                           | Название на английском                   | Роль                          | Примечания |
| ---- | -- | --------------------------------------------- | ---------------------------------------- | ----------------------------- | --- |
| 1993 | тф | Последняя апелляция                           | Final Appeal                             | Zach                          | |
| 1993 | с  | Секретные материалы                           | The X-Files                              | Michael Marsden               | 1 эпизод: «Fire» (сезон 1, эпизод 12)                                                                                     |
| 1993 | с  | Кобра                                         | Cobra                                    | Scandal, Jr. / Little Scandal | 3 эпизода: «Pilot: Part 1» (сезон 1, эпизод 1), «Pilot: Part 2» (сезон 1, эпизод 2), «Haunted Lives» (сезон 1, эпизод 19) |
| 1994 | тф | Ради любви к Аарону                           | For the Love of Aaron                    | Aaron                         | |
| 1994 | тф | Дом Джейн                                     | Jane's House                             | Bobby                         | |
| 1994 | ф  | На перепутье                                  | Intersection                             | Van Driver's Son              | |
| 1994 | тф | Не разговаривай с незнакомыми                 | Don't Talk to Strangers                  | Eric Bonner                   | |
| 1994 | тф | Невиновный                                    | The Innocent                             | Gregory White                 | |
| 1994 | ф  | Легенды осени                                 | Legends of the Fall                      | Boy Tristan                   | |
| 1995 | с  | Удивительная благодать                        | Amazing Grace                            | н/д                           | 1 эпизод: «The Fugitive» (сезон 1, эпизод 1)                                                                              |
| 1995 | тф | Пропал ребёнок                                | A Child Is Missing                       | Buddy Hallihan                | |
| 1995 | тф | В полночный час                               | At the Midnight Hour                     | Andrew                        | |
| 1995 | тф | Дорога домой / Братская судьба                | The Road Home / Brothers' Destiny        | John Murphy                   | |
| 1996 | тф | Дорога домой — II: Затерянные в Сан-Франциско | Homeward Bound II: Lost in San Francisco | Tucker                        | |
| 1996 | с  | Скользящие                                    | Sliders                                  | Jamie Hardaway                | 1 эпизод: «The Good, the Bad and the Wealthy» (сезон 2, эпизод 4)                                                         |
| 1996 | ф  | Генри и Верлин                                | Henry & Verlin                           | Verlin                        | |
| 1996 | тф | Убийство возле моей двери                     | Murder at My Door                        | Scott McNair                  | |
| 1996 | с  | Змей                                          | Viper                                    | Ben Taylor                    | 1 эпизод: «Die Laughing» (сезон 2, эпизод 8)                                                                              |
| 1997 | с  | Мурашки                                       | Goosebumps                               | Alex Blackwell                | 2 эпизода: «Werewolf Skin: Part 1» (сезон 3, эпизод 13), «Werewolf Skin: Part 2» (сезон 3, эпизод 14)                     |
| 2007 | в  | Вавилон-5: Затерянные сказания                | Babylon 5: The Lost Tales                | Prince Regent Dius Vintari    | |
| 2008 | ф  | По другую сторону, смерть                     | On the Other Hand, Death                 | Derek Baskin                  | |